# 昆虫记

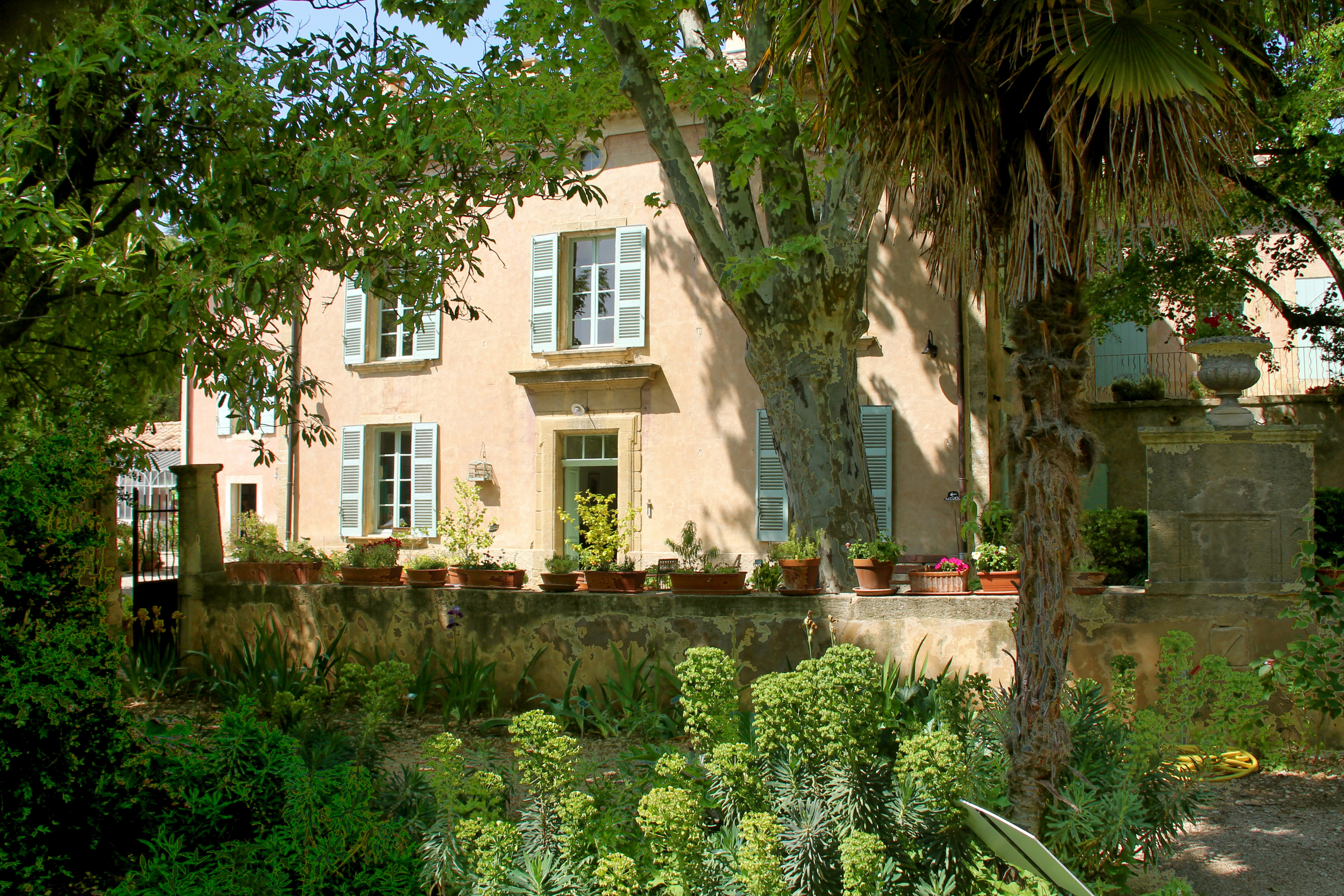
荒石園（Harmas），法布爾的故居，也是他生前觀察昆蟲最後的地點，現已成為法布爾博物館

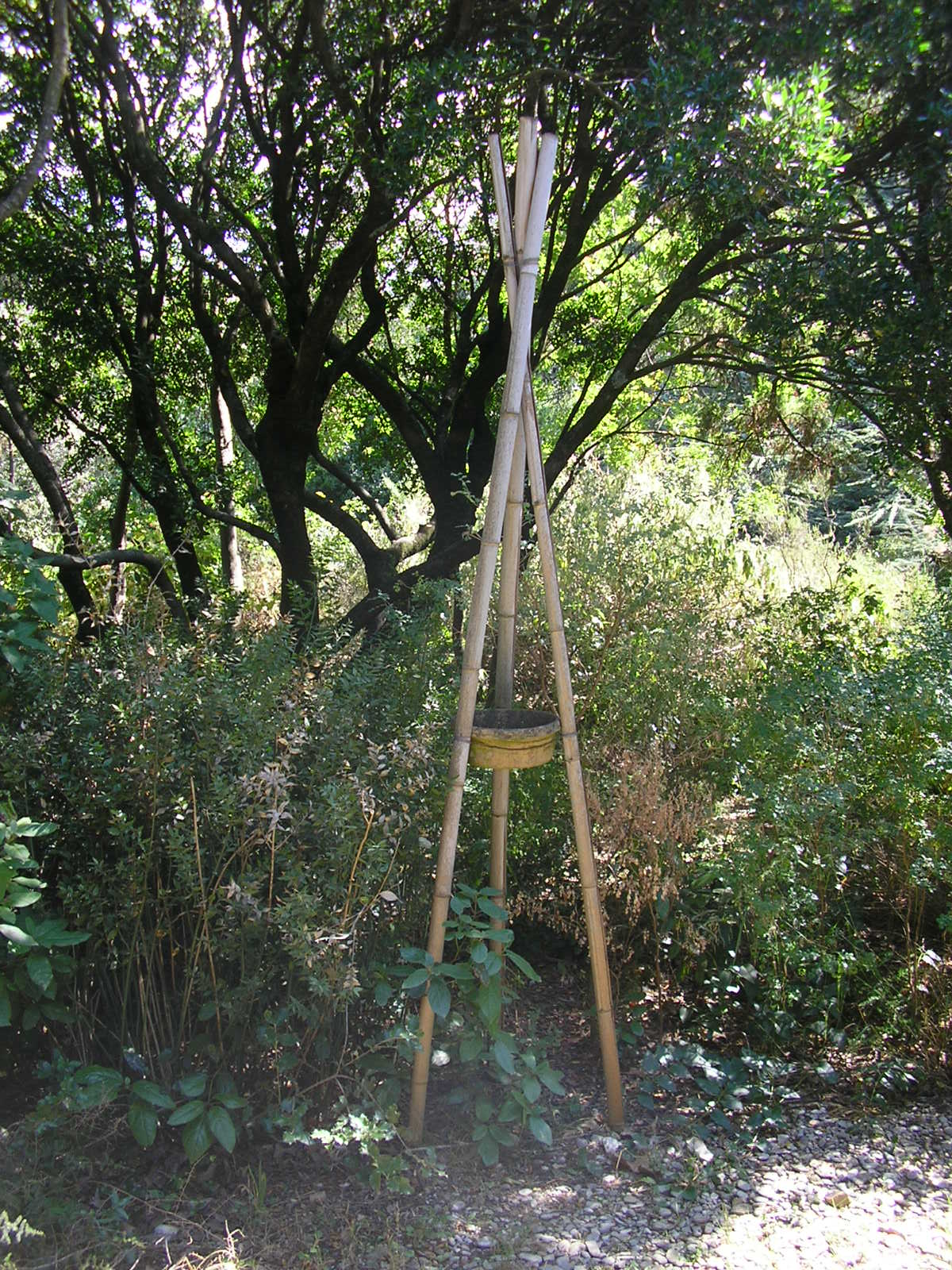
法布爾在荒石園中建的台子，專門用來觀察各種食腐昆蟲

《昆虫记》（即「昆蟲學回憶錄」或「昆蟲學的回憶錄」），是法国昆蟲學家尚-亨利·法布爾的主要著作。 
也叫做《昆虫物语》、《昆虫学札记》和《昆虫世界》

## 創作動力
自幼時開始，法布爾就對大自然的動植物有極大的興趣，長大後，他將多年來的研究以筆墨方式呈現。後來次子朱爾（Jules）因病早逝，成了法布爾撰寫《昆蟲記》的最大動力。自 55 歲那年出版第一冊昆蟲記起，法布爾就將心力投注在昆蟲研究上，他甚至認為，若沒有昆蟲的陪伴，自己絕不可能捱過人生的起伏與悲痛。

## 內容概述
此作品涵蓋了法布爾一生對昆蟲（當中幾冊也描述了蜘蛛）的觀察與研究，也是作品主要中心；當中也穿插了許多法布爾人生的種種經歷，包括童年時期、教書的時期。

## 昆蟲記裡提到的動物

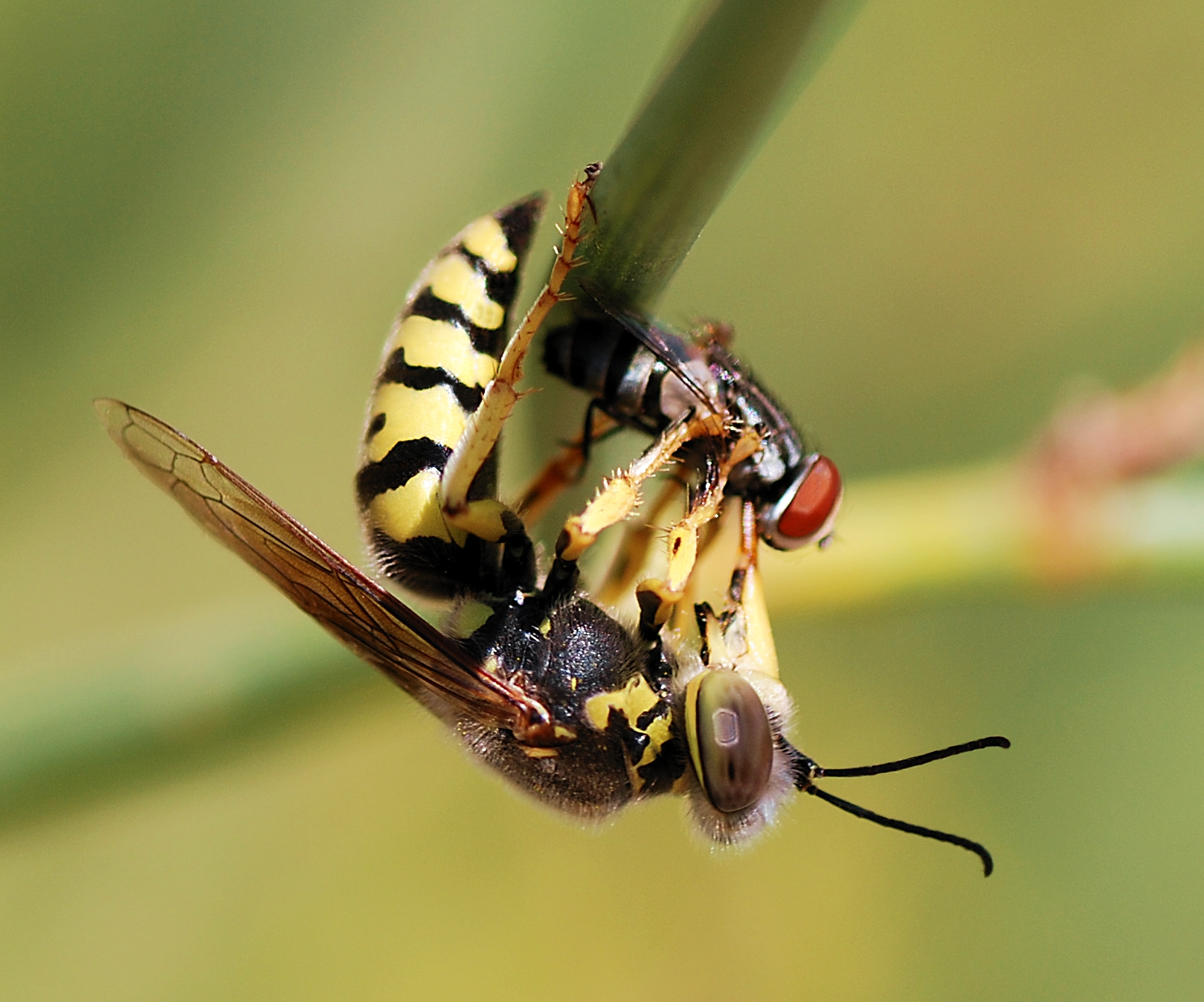
法布爾認為泥蜂是隆河河岸沙地的主角，大眼泥蜂（Bembix oculatas）就是他提到的一種

## 昆蟲記裡提到的動物[1]

### 第一冊（1879年）
- 黃鳳蝶（Papilio machaon）
- 神聖糞金龜（Scarabaeus sacer，也作聖甲蟲或聖暘谷蜣）
- 節腹泥蜂（Cerceris）
- 毛泥蜂（Sphex，也作飛蝗泥蜂）
- 沙泥蜂（Ammophila，也作砂泥蜂）
- 沙蜂（Bembix）
- 塗壁花蜂（Megachile parietina，也作高牆石蜂）
- Typhaeus 屬（糞金龜科的一屬）的一種 T. typhoeus[註 1]

### 第二冊（1882年）
- 長足泥蜂（Podalonia）的一種 P. hirsuta
- 某種夜蛾（Noctuoidea）
- 唇蜾蠃（Eumenes）
- Odynerus 屬（蜾蠃亞科的一屬）的某種蜂
- 法布爾飼養的貓
- 高牆石蜂
- 某種蟻（蟻屬 Formica）
- 拿波魯狼蛛（Lycosa narbonensis）
- 類石蛛（Segestria，又作黑閻魔蛛）
- 環帶蛛蜂（Calicurgus annulatus）與尖頭蛛蜂（Pompilus apicalis）
- 西塔利芫菁（Sitaris）與其幼蟲
- 短翅芫菁（Meloe）與其幼蟲
- 條蜂（Anthophora，也作花條蜂）

### 第三冊（1886年）

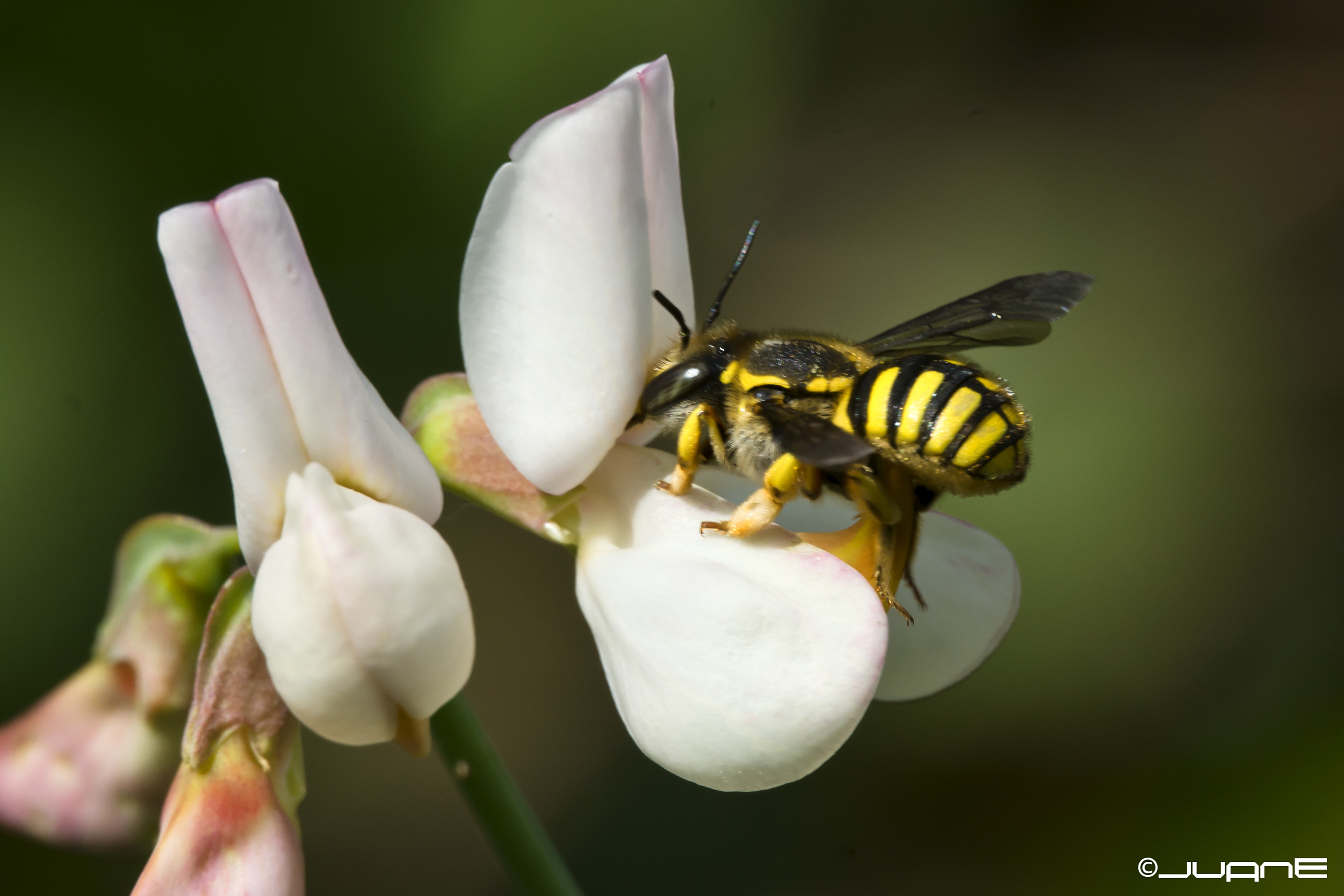
黃斑蜂的築巢材料大多都由植物絨毛構成，法布爾發現他們會將植物上的絨毛用大顎刮除，搓成毛線球後帶回巢。圖為袖黃斑蜂（A. manicatum）

- 土蜂（Scoliidae）
- 蟻蜂（Mutillidae，也作雙刺蟻蜂）
- 某種花金龜（Cetoniidae）的幼蟲
- 蜾蠃（Eumeninae，俗稱泥壺蜂）
- 黑蜂虻（Anthrax，也作卵蜂虻）
- 斑芫菁（Mylabris）
- 黃芫菁（Zonitis）
- 壁蜂（Osmia）

### 第四冊（1891年）
- 壁泥蜂（Sceliphron）
- 切葉蜂（Megachile）
- 黃斑蜂（Anthidium）
- Odynerus 屬的一種蜂
- 歐洲狼蜂（Philanthus triangulum）
- 沙泥蜂
- 土蜂
- Calicurgus 屬（蛛蜂科的一屬）的一種蛛蜂
- 養蜂場的蜜蜂（Apis mellifera）

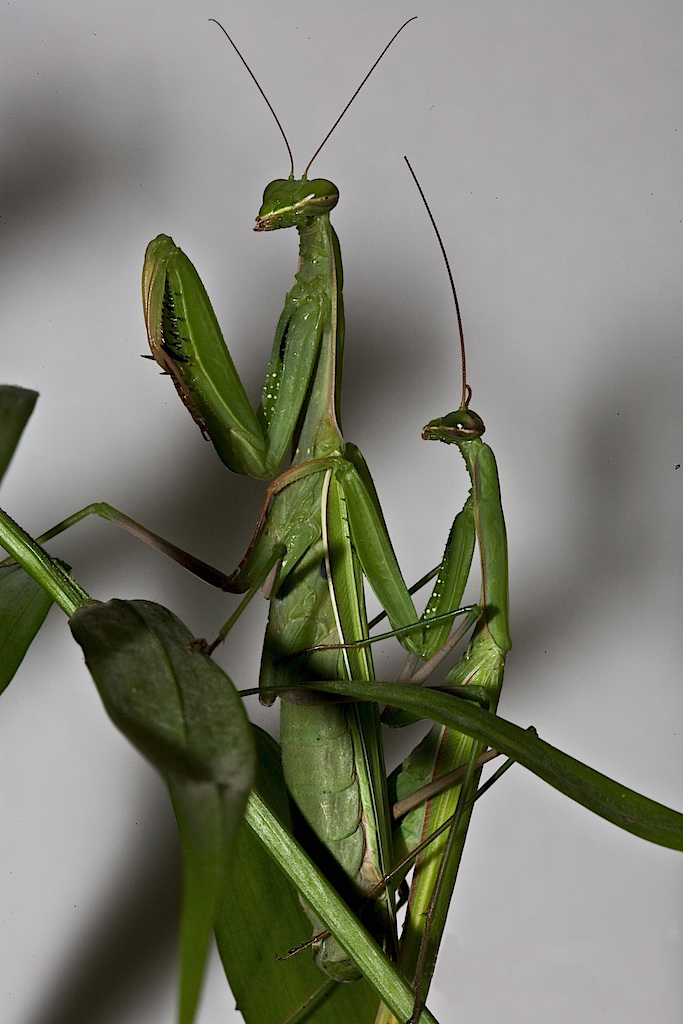
法布爾形容薄翅螳螂雌蟲在交配過後會吃掉雄蟲的習性是個「低級的癖好」，認為雌蟲進食量與此習性的關係頗大

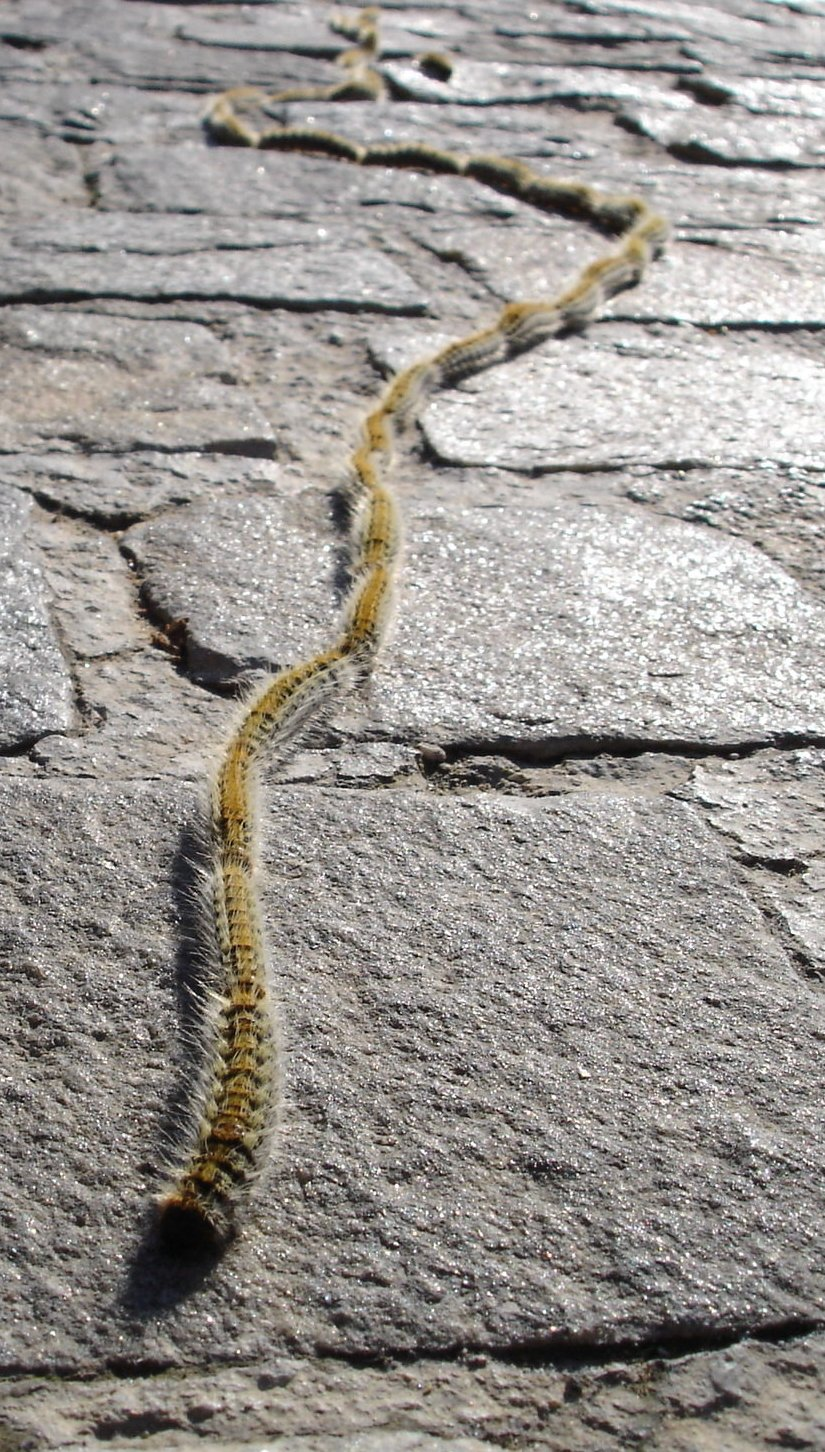
法布爾對松毛蟲（松異舟蛾幼蟲）展開了一連串的研究，他發現帶頭的松毛蟲走到哪，後面的松毛蟲就會緊跟著牠，因而將松毛蟲比喻為「比綿羊更盲從」的生物

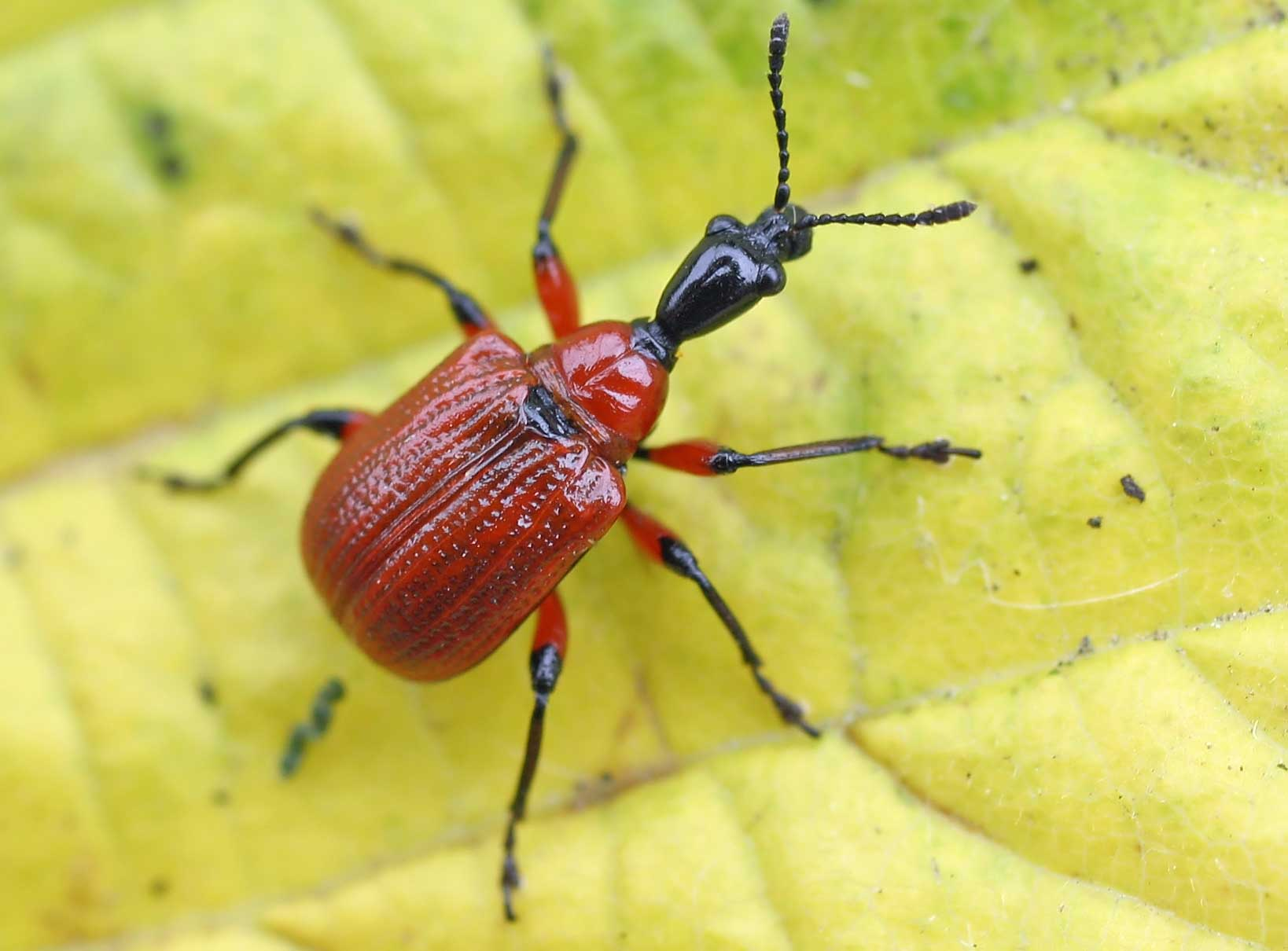
法布爾形容捲葉象鼻蟲是「被抓傷的昆蟲」，艷紅的體色被描述成「樹葉上凝固的一滴動脈血」。圖為榛樹捲葉象鼻蟲

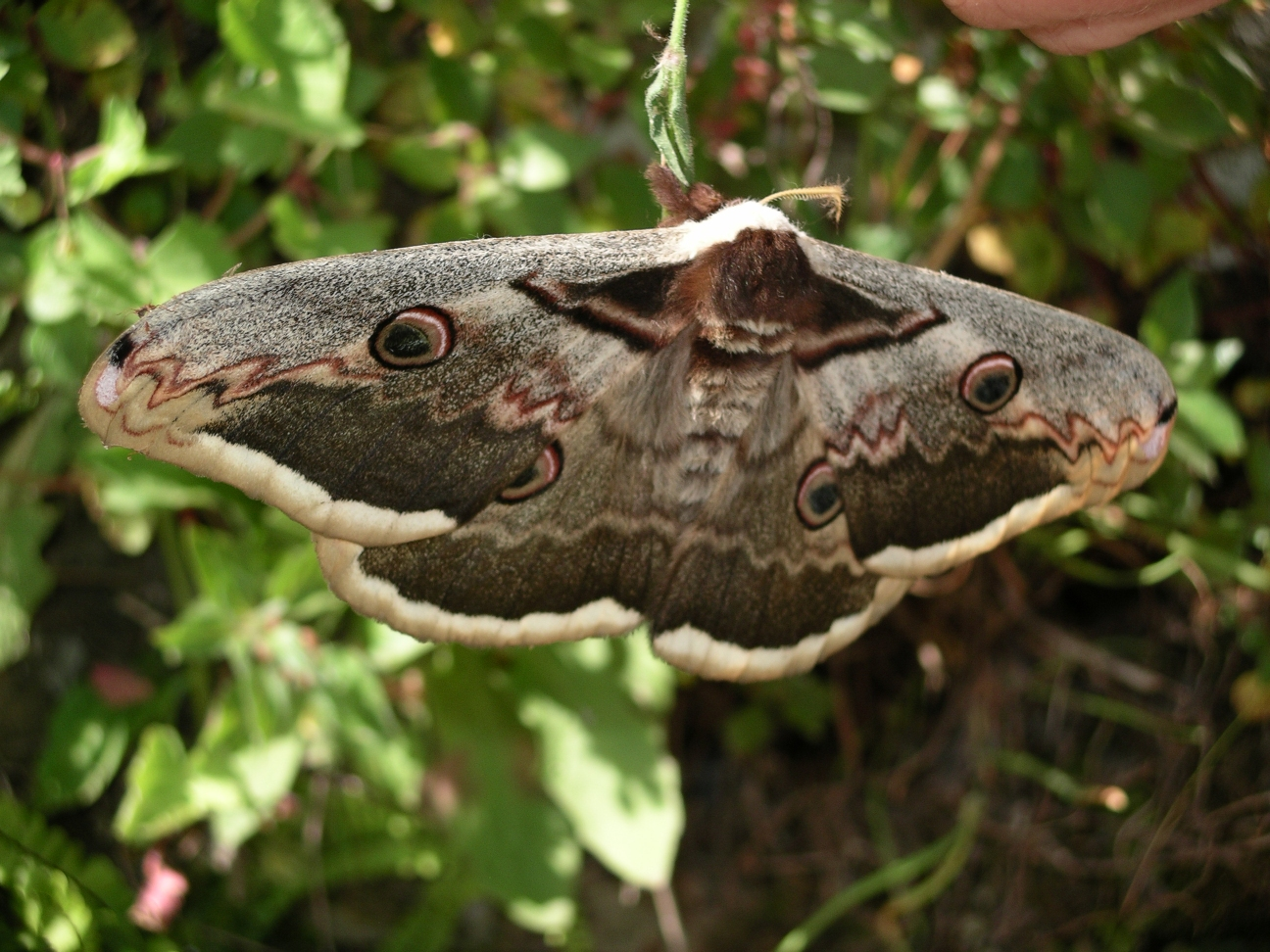
為了瞭解觸角對於雄蛾尋找雌蛾的重要性，法布爾曾將數十隻大天蠶蛾的觸角切除，這些大天蠶蛾大多離開後便沒再回來過

- 天牛（Cerambycidae）的一種
- 樹蜂（Sirex）

### 第五冊（1897年）
- 神聖糞金龜
- 麻點糞金龜（Scarabeus semipunctatus）
- 寬頸糞金龜（Scarabaeus laticollis）
- 鞭裸蜣螂（Gymnopleurus flagellatus）
- 側裸蜣螂（Gymnopleurus）的一種 G. pilularius
- 西班牙蜣螂（Copris hispanus）
- 嗡蜣螂（Onthophagus，也作渫蜣）
- 某種糞金龜（Geotrupidae）
- 蟬的一種 Cicada plebeia
- 蟬的一種 Cicada orni
- 蟬的一種 Cicada pymoea
- Cicadatra 屬（蟬科的一屬）的一種 C. atra
- Tibicina 屬（蟬科的一屬）的一種 T. haematodes
- 薄翅螳螂（Mantis religios just，也作修女螳螂）
- 椎頭螳螂（Empusa pennata）
- 歐洲跳螳（Ameles decolor）
- 飛蝗（Locusta migratoria）
- 滿蟹蛛（Thomisus onustus）
- Truxalis 屬（蝗科的一屬）的一種 T. nasuta
- 沙泥蜂

### 第六冊（1899年）
- 斯氏西蜣螂（Sisyphus schaefferi，也作粗腿蜣螂）
- 鐮蜣螂（Copris lunaris）
- Bubas 屬（糞金龜科的一屬）的一種 B. bison
- 彩艷蜣螂（Phanaeus）的一種 P. splendidulus[註 2]
- 斑紋埋葬蟲（Nicrophorus）的兩種 N. vespillo 與 N. vestigator
- 白額螽蟴（Decticus albifrons，也作白面蟴）
- 某種螽蟴（Tettigoniidae）
- 某種蟋蟀（Gryllidae）
- 某種蝗蟲（Acrididae）
- 松異舟蛾（Thaumetopoea pityocampa）幼蟲
- 埋葬蟲（Silphidae）
- 義大利蝗（Calliptamus italicus）
- 寬翅樹蟋（Oecanthus pellucens）
- 綠叢螽蟴（Tettigonia viridissima）
- Anoxia 屬（糞金龜科的一屬）的一種 A. pilosa
- 長鬚金龜（Polyphylla）的一種 P. fullo
- Ephippiger 屬（螽蟴科的一屬）的一種 E. ephippiger
- 薄翅露螽（Phaneroptera falcata）
- 黃斑黑蟋蟀（Gryllus bimaculatus）、草原蟋蟀（Gryllus desertus）
- 姬蟋（Modicogryllus）的一種 M. bordigalensis

### 第七冊（1900年）
- 螻步甲（Scarites）的一種 S. buparius[註 3]
- Larinus 屬（象鼻蟲科的一屬）的兩種 L. maculosus 與 L. ursus
- 象鼻蟲（Curculio）的兩種 C. elephas 與 C. nucum
- 虎象鼻蟲（Rhynchites）的一種 R. auratus
- 隆頂負泥蟲（Lilioceris merdigera）
- 榛樹捲葉象鼻蟲（Apoderus coryli）
- 捲葉象鼻蟲（Attelabus）的一種 A. nitens[註 4]
- 疆星步行蟲（Calosoma sycophanta，也作臭廣肩步行蟲）
- 桃吉丁蟲（Capnodis tenebrionis）
- 大紋白蝶（Pieris brassicae）
- Brachycerus 屬（象鼻蟲科的一屬）的一種 B. algirus
- 十二點金花蟲（Crioceris duodecimpunctata）
- 黃頭長沫蟬（Philaenus spumarius）
- 仰蝽（Notonecta，也作松藻蟲）
- 石蛾（Phryganea，也作石蠶蛾）
- 簑蛾屬（Psyche，也作避債蛾）
- 大天蠶蛾（Saturnia pyri）
- 黄帶枯葉蛾（Lasiocampa quercus，也作茶帶枯葉蛾）
- 腐朽縞蠅（Sapromyza，也作雙鬃縞蠅）

### 第八冊（1903年）
- 豌豆象（Bruchus pisorum）
- 菜豆象（Acanthoscelides obtectus，也作大豆象）
- 獵蝽（Reduvius）的一種 R. personatus
- 寄生於圓柄黃連木（Pistacia terebinthus）的某種蚜蟲（Puceron du terebinthe）
- 皮金龜（Trox'）的一種 T. perlatus

### 第九冊（1905年）
- 拿魯波狼蛛
- 蟹蛛
- 圓網蛛
- 迷宮蛛
- 克羅多蛛
- 隆格多克大毒蠍
- 白蠟蟲
- 聖櫟胭脂蟲

### 第十冊（1907年）
- 土蜂/塗壁花蜂
- 糞金龜
- 狩獵蜂
- 寄生蜂
- 蟬
- 莞菁
- 象鼻蟲
- 蠅
- 閻魔蟲/步行蟲
- 蝶/蛾
- 天牛
- 椿象
- 狼蛛/蠍子/螳螂
- 螞蟻

## 譯文註解
1. ↑  有譯本依原文（原文紀載為異名 Minotaurus typhoeus）譯作「米諾多蒂菲」

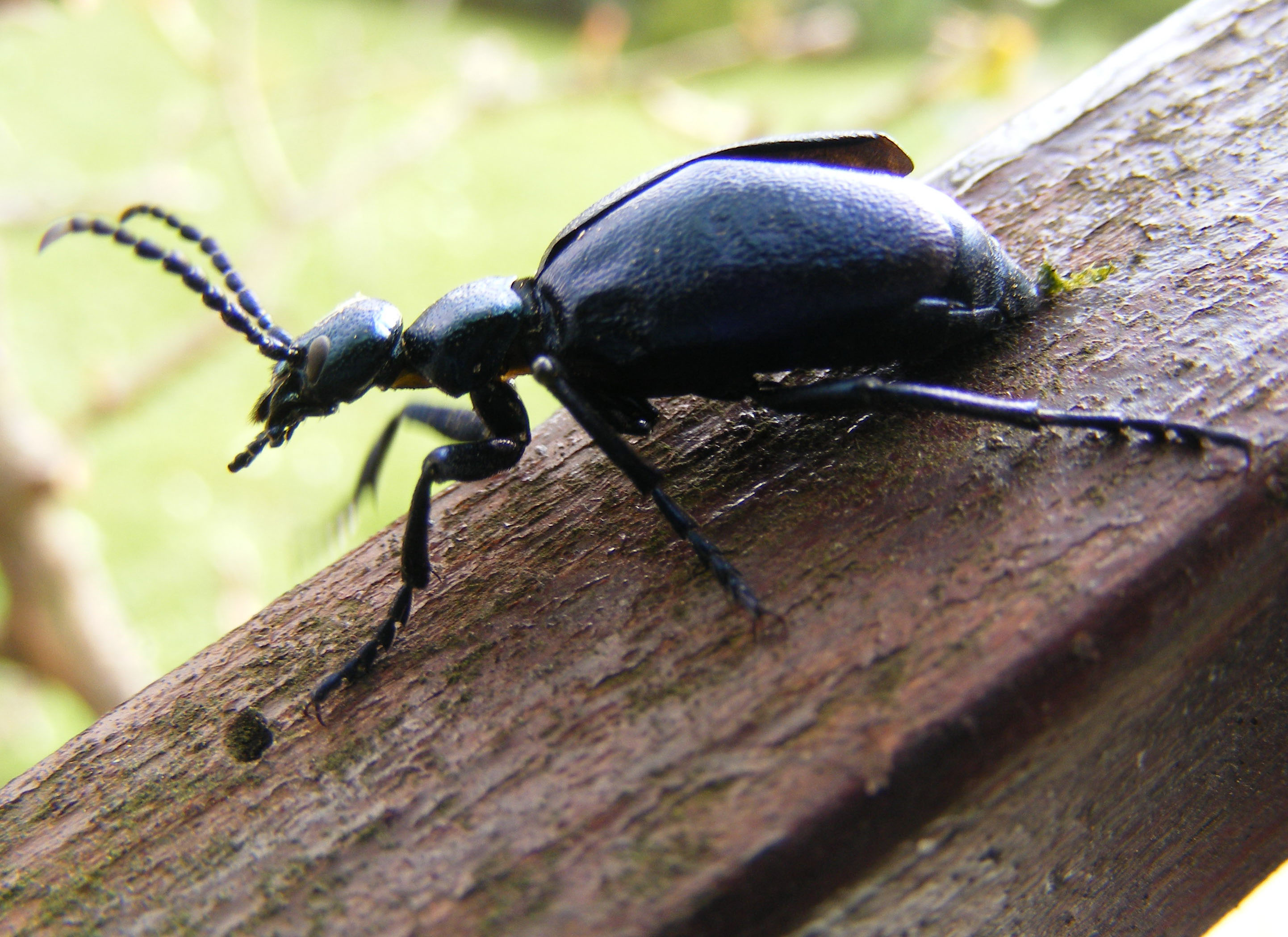
法布爾曾形容短翅芫菁是「難看的甲蟲」，雌蟲的大肚子是為了要產下大量卵粒，圖為紫短翅芫菁（M. violaceus）

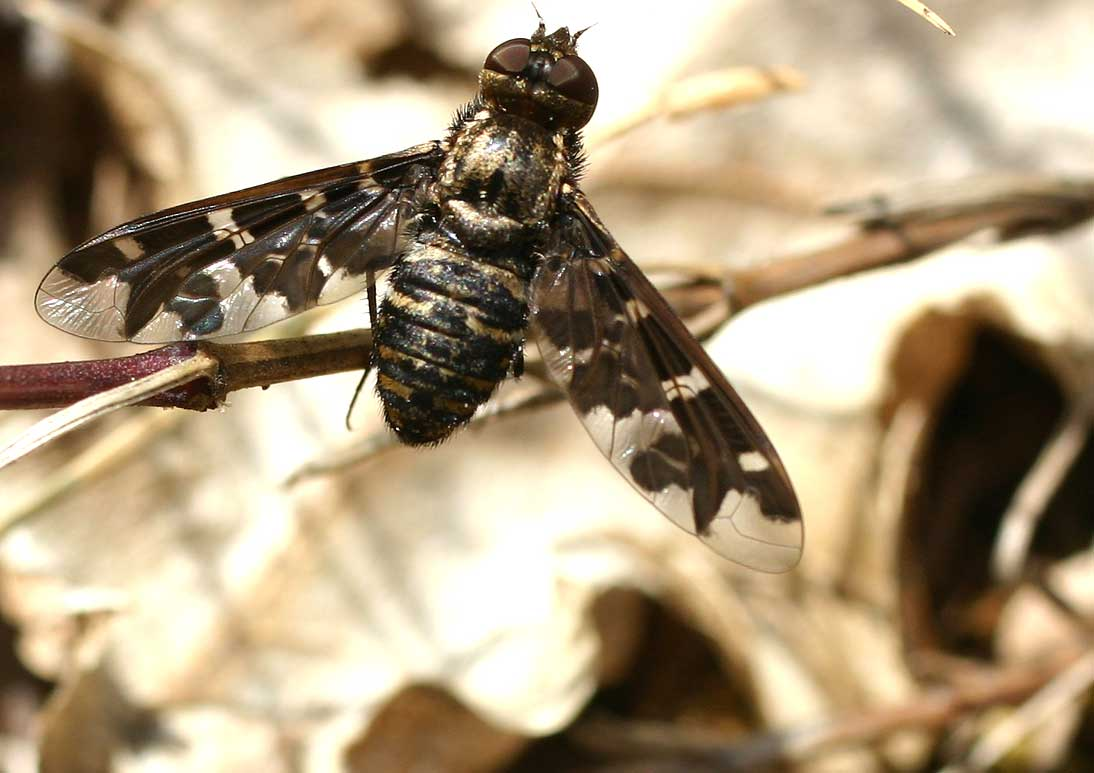
黑蜂虻屬的學名有「炭疽」之意，法布爾將其學名與「恐怖的外貌」做聯想，並將黑蜂虻身上的條紋比喻成「喪服」

2. ↑  有譯本依屬名譯作「法那斯」
3. ↑  原文記載為異名 Scarites gigas
4. ↑  原文記載為異名 Attelabus curculionoides